# Penny Arcade Adventures: On the Rain-Slick Precipice of Darkness
Penny Arcade Adventures: On the Rain-Slick Precipice of Darkness è una serie di videogiochi di ruolo basato sul webcomic Penny Arcade. Il gioco è suddiviso in quattro episodi: i primi due sono stati realizzati da Hothead Games, e pubblicati nel 2008; la software house ha poi deciso di non proseguire con la serie sia per puntare le proprie risorse su DeathSpank, sia per le scarse vendite del secondo episodio. Nell'agosto 2011 Zeboyd Games ha annunciato lo sviluppo dell'episodio 3 e 4, usciti rispettivamente nell'estate 2012 e 2013. I primi due capitoli sono stati realizzati in grafica tridimensionale, sfruttando il motore grafico Torque, mentre gli ultimi due sono stati realizzati in uno stile che ricorda da vicino i videogiochi di ruolo alla giapponese degli anni 1990, in particolare quelli per Super Nintendo.